# Voicești (gmina)
Voicești – gmina w Rumunii, w okręgu Vâlcea. Obejmuje miejscowości Tighina, Voiceștii din Vale i Voicești. W 2011 roku liczyła 1612 mieszkańców.